# Europa Nostra
Europa Nostra – europejska federacja stowarzyszeń na rzecz ochrony dziedzictwa kulturowego i przyrodniczego Europy.

## Struktura
Federacja składa się z 250 organizacji członkowskich – stowarzyszeń ochrony dziedzictwa kulturowego i fundacji o łącznej liczbie ponad 5 milionów osób, 150 stowarzyszeń współpracujących (organizacji NGO, organów rządowych, władz lokalnych i korporacji), a także 1500 członków indywidualnych, którzy bezpośrednio wspierają misję Europa Nostra.
Wiele stowarzyszeń, zajmujących się lokalnie ochroną swego dziedzictwa kulturowego, może dzięki współpracy z Europa Nostra komunikować się z dużymi instytucjami, takimi jak Unia Europejska, Rada Europy, czy UNESCO.
Stowarzyszenie zostało założone w 1963 roku i ma swoją siedzibę w Hadze (Holandia). Działalność koordynowana jest przez Sekretariat Międzynarodowy. Sekretarzem generalnym Europa Nostra jest Sneška Quaedvlieg-Mihailović (Holandia / Serbia). W kilku państwach Sekretariat Międzynarodowy ma swoją reprezentację w strukturach krajowych.

### Członkowie stowarzyszenia
Członków Europa Nostra można podzielić na trzy główne kategorie:
- Organizacje pozarządowe oraz non-profit na poziomie europejskim, narodowym, regionalnym i lokalnym;
- Przedsiębiorstwa prywatne i publiczne;
- Pojedyncze podmioty.

## Historia powstania
Europa Nostra została założona w 1963 roku z inicjatywy Italia Nostra, jako odpowiedź na poważne zagrożenie dla przetrwania Wenecji, spowodowanego przez regularne powodzie. W 1991 r. Połączyła się z Internationales Burgen Institut (Międzynarodowy Instytut Zamków), utworzony w 1949 roku.
W ciągu swej historii prezydentami Europa Nostra było szereg światowej sławy postaci z życia artystycznego i politycznego, takich jak Maestro Plácido Domingo (Hiszpania), Denis de Kergorlay (Francja), a wcześniej Księżna Badajoz z Hiszpanii (2007–2009), Henryk książę Danii (1990–2007) oraz polityk, minister Holandii – Hans de Koster (1984–1990).

## Działania, programy, nagrody
Od 1978 Europa Nostra wręcza nagrody za utrzymywanie i restaurację obiektów kulturowych w krajach europejskich.
W 2002 roku Unia Europejska przekazała stowarzyszeniu nadzór nad administracją programu nagród zwanym European Union Prize for Cultural Heritage („Nagroda Europa Nostra”). Celem tego programu jest:
- promowanie wysokich i rygorystycznych standardów na polu dziedzictwa kulturowego Europy;
- stymulowanie wymiany doświadczeń i kompetencji na poziomie ponadnarodowym;
- stymulowanie działań i akcji w ramach rozwoju dziedzictwa kulturowego.

W 2010 roku Europa Nostra otworzyła w Brukseli biuro łącznikowe, którego zadaniem jest koordynacja lobbingu instytucji UE i innych organów europejskich i międzynarodowych z siedzibą w Brukseli, Strasburgu i Paryżu.
W 2011 roku podczas organizowanego przez Europa Nostra Europejskiego Kongresu Dziedzictwa Narodowego w Amsterdamie wraz z 27 innych europejskich i międzynarodowych sieci i organizacji działających na polu dziedzictwa kulturowego utworzono sojusz europejskiego dziedzictwa European Heritage Alliance 3.3.

### Dziedzictwo w zagrożeniu
W styczniu 2013 r. rozpoczął się Program „7 najbardziej zagrożonych” (wspólnie z Grupą Europejskiego Banku Inwestycyjnego i Instytutem EBI) – w celu identyfikacji zagrożonych zabytków i obiektów w Europie oraz mobilizacji partnerów publicznych i prywatnych na szczeblu lokalnym, krajowym i europejskim dla znalezienia przyszłości tych miejsc. 7 najbardziej zagrożonych miejsc i zabytków na rok 2013 zostało wybranych z listy 14 przygotowanych przez międzynarodową komisję, która przeszła 40 nominacji od organizacji członkowskich z 21 krajów.
W ostatnich latach Europa Nostra podniosła głos, by ratować zagrożone zabytki, miejsca lub krajobrazy w Europie, takie jak:
1. Roșia Montană w Siedmiogrodzie w Rumunii, którego dziedzictwo i środowisko są zagrożone przez proponowaną odkrywkową kopalnię złota;
2. Rzymskie stanowisko archeologiczne w Allianoi, Turcja – zagrożone budową zapory nawadniającej (obecnie obszar ten zniknął pod wodą);
3. Góra Saint-Michel, Normandia, Francja - zagrożona projektowanymi olbrzymimi turbinami wiatrowymi;
4. Włoskie miasta historyczne w regionie Emilia-Romania, dotknięte trzęsieniami ziemi w maju 2012 r;
5. Średniowieczne miasto L’Aquila i otaczające ją rozległe wsie w regionie Abruzzo, Włochy - zagrożone różnym stopniem zniszczenia lub szkodami spowodowanymi trzęsieniem ziemi w kwietniu 2008 r.;
6. Starożytne miasto Famagusta, Cypr – zagrożone zaniedbaniem spowodowanym trwającym konfliktem politycznym;
7. Pozostałości średniowiecznego ratusza w Berlinie, Niemcy, a także zabytkowe latarnie gazowe w mieście, zagrożone nowymi obiektami infrastruktury;
8. Plac Sant’Ambrogio w Mediolanie, Lombardia, Włochy – zagrożony proponowaną budową podziemnego parkingu.

## Nagrody Europa Nostra dla obiektów w Polsce

### Grand Prix
- Wystawa "Auschwitz. Not long ago. Not far away" stworzona we współpracy hiszpańskiej firmy Musealia i Państwowego Muzeum Auschwitz-Birkenau (Grand Prix 2020)[5].

### Medale
- pałac Herbsta w Łodzi (medal 1990)
- kościół odpustowy „Na Pólku” pod Bralinem (medal 1992)
- kościół św. Filipa i św. Jakuba w Sękowej (medal 1994)
- cerkiew w Owczarach (medal 1994)
- Muzeum Zamoyskich w Kozłówce (medal 1996)
- dwór szlachecki w Tułowicach (medal 1999)[6]
- Muzeum w Biskupinie (medal 2006)[7]
- Model Rewitalizacji Rzemiosła Serfenta w Cieszynie[8]

### Dyplomy
- Kościół św. Franciszka Serafickiego w Poznaniu (tzw. „kościół bernardynów”) (dyplom 1989)
- dwór w Turowej Woli (dyplom 1992)
- pałac myśliwski w Antoninie (dyplom 1993)
- zamek Sułkowskich w Rydzynie (dyplom 1994)
- Teatr im. Juliusza Słowackiego w Krakowie (dyplom 1994)
- Państwowe Muzeum Zamkowe w Pszczynie (dyplom 1995)
- Stara Papiernia w Konstancinie-Jeziornie (dyplom 2003)[9]

### Wyróżnienia
- Za konserwację zbiorów szat i ubiorów liturgicznych w kryptach bazyliki świętych Janów w Lublinie (dyplom za zbiory dzieł sztuki, 2002)
- Fundacja Dokumentacji Cmentarzy Żydowskich za ogólnodostępną bazę zdjęć i transkrypcji wszystkich nagrobków z ponad stu cmentarzy żydowskich w Polsce (2018)[10]

## W Polsce
W Polsce odpowiednikiem działań Europa Nostra jest stowarzyszenie Patria Polonorum, której prezes prof. Zygmunt Świechowski został przyjęty do Rady Naczelnej „Europa Nostra”.